# Gordon Sutherland
Gordon Brims Black McIvor Sutherland FRS (8 de abril de 1907 - 27 de junio de 1980) fue un físico escocés.
Nació en Caithness, Escocia, y se educó en Morgan Academy, Dundee. Se graduó de la Universidad de St Andrews con una Maestría en Matemáticas y una Licenciatura en Física en 1929 y luego pasó dos años en la Universidad de Cambridge haciendo trabajo experimental en espectros de infrarrojos, seguido de 2 años en la Universidad de Míchigan.
Regresó en 1933 para trabajar en Cambridge hasta la Segunda Guerra Mundial, cuando fue contratado por el Ministerio de Abastecimiento en técnicas de eliminación de bombas y en Cambridge desarrollando el uso de espectroscopía infrarroja para análisis de combustible. En 1949 regresó a la Universidad de Míchigan como Profesor de Física para continuar su trabajo en espectroscopía infrarroja, ayudando a establecer la técnica como una herramienta de análisis general. Fue elegido miembro de la Royal Society en 1949 y nombrado nglen 1960.
Fue nombrado Director del Laboratorio Nacional de Física desde 1956 hasta 1964, luego de lo cual dejó el cargo de Master of Emmanuel College en Cambridge.
Fue galardonado con la Medalla Glazebrook en 1972 por el Instituto de Física, para el cual se desempeñó como Presidente desde 1964 hasta 1966.